# Arthur Harari
Pour les articles homonymes, voir Harari.
Arthur Harari, né en 1981 à Paris, est un réalisateur, scénariste et acteur français.
Il tourne plusieurs courts-métrages : L’homme dedans (2002), Des jours dans la rue (2004), Le petit (2005), La main sur la gueule (2007), Peine perdue (film, 2013)
Son premier long-métrage, Diamant noir, révèle Niels Schneider au grand public et vaut à Harari une nomination au Lumière du meilleur film.
En 2022, son deuxième film, Onoda, 10 000 nuits dans la jungle, est remarqué et obtient le Prix Louis-Delluc ainsi que le César du meilleur scénario original.
Aux côtés de sa compagne, la réalisatrice Justine Triet, il signe comme scénariste deux longs-métrages dont le succès international Anatomie d'une chute, lauréat en 2023 de la Palme d'or du Festival de Cannes. Il obtient également le Golden Globe et l'Oscar du meilleur scénario en collaboration avec Justine Triet. 
Ce film lui apporte aussi son deuxième César du meilleur scénario original.

## Biographie

### Carrière
Après trois courts et un moyen métrages, il réalise son premier long métrage intitulé Diamant noir, un film de hold-up et de vengeance familiale dans le milieu des diamantaires anversois.
Son deuxième film, Onoda, 10 000 nuits dans la jungle, est sélectionné au Festival de Cannes 2021 pour l'ouverture de la sélection Un certain regard. Il remporte le César du meilleur scénario original avec Vincent Poymiro en février 2022.
En novembre 2024 paraît la bande dessinée Le Cas David Zimmerman, qu'il a co-écrite avec son frère Lucas Harari, lequel en réalise également les dessins. Arthur Harari œuvre depuis au moins 2023 à l'adapter sous forme de long-métrage, avec les acteurs Léa Seydoux et Niels Schneider dans les deux rôles principaux. Le film, intitulé L'Inconnue, débute son tournage au printemps 2025.

### Famille
Il est le petit-fils de l'acteur Clément Harari. Son frère Tom travaille aussi dans le monde du cinéma comme chef opérateur tandis que son frère Lucas est illustrateur, auteur de bande dessinée.
Il est en couple avec la réalisatrice Justine Triet avec qui il a coécrit deux films : Sibyl, puis Anatomie d'une chute, Palme d'or au Festival de Cannes 2023.

## Œuvre

### Réalisateur et scénariste
- 2005 : Des jours dans la rue (court métrage)
- 2006 : Le Petit (court métrage)
- 2007 : La Main sur la gueule (moyen métrage)
- 2013 : Peine perdue (court métrage)
- 2015 : Diamant noir (coécrit avec Vincent Poymiro et Agnès Feuvre)
- 2021 : Onoda, 10 000 nuits dans la jungle (coécrit avec Vincent Poymiro)
- 2026 : L'Inconnue (coécrit avec Lucas Harari)

### Scénariste
- 2019 : Sibyl de Justine Triet (coécrit)
- 2023 : Anatomie d'une chute de Justine Triet (coécrit)
- 2024 : Le Cas David Zimmerman de Lucas Harari (bande dessinée coécrite)
- 2026 : L'Inconnue (coécrit avec Lucas Harari)

### Acteur
- 2010 : La République de Nicolas Pariser (court métrage) : l'énarque no 3
- 2011 : Panexlab d'Olivier Seror (moyen métrage) :
- 2012 : La Grève des ventres de Lucie Borleteau (court métrage) : Alexandre
- 2013 : La Bataille de Solférino de Justine Triet : Arthur, l'ami avocat de Vincent
- 2014 : Think of Me de Shanti Masud (court métrage) : un garde
- 2014 : La nuit tombe de Benjamin Papin (court métrage) :
- 2015 : Diamant noir de lui-même : le policier à Paris
- 2015 : Dix-sept ans pour toujours d'Aurélia Morali (court métrage) : Clément
- 2016 : Victoria de Justine Triet : le dresseur de chimpanzé
- 2016 : Le Dieu Bigorne de Benjamin Papin (moyen métrage) : le père de Vinca
- 2017 : Le Lion est mort ce soir de Nobuhiro Suwa : le projectionniste
- 2019 : Sibyl de Justine Triet : le docteur Katz
- 2023 : Le Procès Goldman de Cédric Kahn : maître Georges Kiejman
- 2023 : Anatomie d'une chute de Justine Triet : le critique littéraire

## Distinctions

### Récompenses
- César 2022 : meilleur scénario original pour Onoda, 10 000 nuits dans la jungle
- Prix du Syndicat français de la critique de cinéma 2021 : meilleur film français pour Onoda, 10 000 nuits dans la jungle
- Prix du cinéma européen 2023 : meilleur scénariste pour Anatomie d'une chute[7] (avec Justine Triet)
- BAFTA Awards 2024 : Meilleur scénario original pour Anatomie d'une chute (avec Justine Triet)
- César 2024 : meilleur scénario original pour Anatomie d'une chute (avec Justine Triet)
- Golden Globes 2024 : meilleur scénario pour Anatomie d'une chute (avec Justine Triet)
- Lumières 2024 : meilleur scénario pour Anatomie d'une chute (avec Justine Triet)
- Oscars 2024 : meilleur scénario original pour Anatomie d'une chute (avec Justine Triet)

### Nominations
- Lumières 2017 : meilleur premier film pour Diamant noir
- César 2017 : meilleur premier film pour Diamant noir
- César 2022 : meilleur film et meilleure réalisation pour Onoda, 10 000 nuits dans la jungle
- Magritte 2022 : meilleur film étranger en coproduction pour Onoda, 10 000 nuits dans la jungle
- César 2024 : Meilleur acteur dans un second rôle pour Le Procès Goldman
- Lumières 2024 : révélation masculine pour Le Procès Goldman